# Catherine Pen
Pour les articles homonymes, voir Pen.
Catherine Pen est une femme politique française, membre du parti Cap sur l'avenir. Suppléante d'Annick Girardin à partir de 2007, elle devient députée de Saint-Pierre-et-Miquelon lorsque cette dernière devient secrétaire d'État dans le gouvernement Valls le 9 avril 2014, mais remet sa démission le 10 mai 2014, jour de son entrée en fonction théorique.

## Biographie
Née le 9 mai 1954, elle effectue ses études et obtient son baccalauréat en 1973 au lycée de Saint-Pierre. Elle prépare ensuite un diplôme d'institutrice publique qu'elle obtient en 1975. Elle est titularisée institutrice suppléante en 1978.
Elle enseigne jusqu'en juin 2005 dans les deux écoles primaires publiques de Saint-Pierre avant de prendre sa retraite cette même année.
Elle est la suppléante d'Annick Girardin lors des élections législatives de 2007 et des législatives de 2012.
Le 10 mai 2014 elle devient mécaniquement députée en remplacement d'Annick Girardin nommée secrétaire d'État, mais remet quelques heures plus tard sa démission au président de l'Assemblée, Claude Bartolone, ne pouvant assurer ses fonctions pour des raisons de santé.